# Ellmau
Ellmau es un municipio en Tirol, Austria, que forma parte del distrito de Kufstein. Tiene una superficie de 36.36 km² y tiene 2.524 habitantes. Está situada en un valle lateral del río Inn, el río más largo de Tirol. Al este limita con el municipio Going, cuya frontera también es la frontera de las dos comarcas Kufstein y Kitzbühel. Al oeste limita con el municipio Scheffau. La fuente principal de ingresos del municipio es el turismo.

## Monumentos
Iglesia St. Michael:
La primera construcción fue a principios de los años 80 del siglo XIX.
Capilla St. Anna:
Está al lado de la iglesia.
Capilla de Maria:
Construida en 1721
Museo de Campesinos:
Muestra las herramientas de los campesinos en el pasado.

## Historia del turismo
Como Ellmau está situado entre Innsbruck, Salzburgo y Viena, siempre ha sido un lugar de paso. Uno de los viajeros fue el emperador Franz I en 1832. En la mitad del siglo XIX, Ellmau era el municipio más alto entre los dos lugares Wörgl y St. Johann in Tirol. O sea, era lo más importante. Sin embargo, los viajeros mencionaron el paisaje bonito y la posibilidad de subir a la cordillera de Wilder Kaiser. El alpinismo ha tenido un papel importante en el desarrollo del turismo. En 1908 ya era posible esquiar en Ellmau.

## Deporte y atracciones turísticas
Es un lugar de rodaje de una serie alemana muy famosa: Der Bergdoktor (en español "Doctor en los Alpes"). Por lo tanto, se ha formado un nuevo museo llamado Das Bergdoktorhaus, que es la consulta del médico en la serie. Se puede visitar y comprar recuerdos de esta serie.
Para los deportistas, hay varias rutas por las montañas con diferentes grados de dificultad. Además, se puede jugar golf en verano.
En invierno, Ellmau es un lugar de esquí famoso. Hay cuatro remontes en el pueblo y un teleférico para diez personas que sube a la montaña, donde se encuentra la zona de esquí Skiwelt Wilder Kaiser - Brixental. Esa zona está conectada con nueve municipios y suma 284 kilómetros de pistas.